# Ay, Dios mío!
Ay, Dios mío! è un singolo della cantante colombiana Karol G, pubblicato il 10 luglio 2020 come secondo estratto dal terzo album in studio KG0516.

## Video musicale
Il video musicale è stato reso disponibile il 10 luglio 2020 in concomitanza con l'uscita del brano.

## Tracce
Testi e musiche di Carolina Giraldo Navarro, Daniel Alejandro Morales Reyes e Daniel Echarria Oviedo.
1. Ay, Dios mío! – 3:09

## Formazione
- Karol G – voce
- Ovy on the Drums – produzione
- Rob Kinelski – missaggio

## Successo commerciale
Ay, Dios mío ha esordito alla 94ª posizione della Billboard Hot 100 nella pubblicazione del 10 ottobre 2020. Nella stessa settimana, accumulando un'audience radiofonica pari a 11 milioni di ascoltatori (un incremento del 30% rispetto alla settimana precedente), ha raggiunto la vetta della Latin Airplay, classifica radiofonica statunitense redatta sempre da Billboard: è così diventata l'ottava numero uno di Karol G e la prima eseguita da una donna solista da Me gusta di Natti Natasha del 2019.

## Classifiche

### Classifiche settimanali
| Classifica (2020)     | Posizione massima |
| --------------------- | ----------------- |
| Argentina             | 2                 |
| Colombia              | 2                 |
| Costa Rica            | 2                 |
| Guatemala             | 3                 |
| Messico               | 3                 |
| Perù                  | 11                |
| Portogallo            | 93                |
| Repubblica Dominicana | 1                 |
| Spagna                | 3                 |
| Stati Uniti           | 94                |

### Classifiche di fine anno
| Classifica (2020) | Posizione |
| ----------------- | --------- |
| Spagna            | 40        |